# Vendehø
Die Vendehø (norwegisch für Umkehrhöhe) ist eine ausladende und vereiste Anhöhe mit mehreren Felsvorsprüngen im ostantarktischen Königin-Maud-Land. In den Paulsenbergen der Sverdrupfjella ragen diese unmittelbar südöstlich des Gebirgskamms Tverrveggen auf.
Erste Luftaufnahmen der Formation entstanden bei der Deutschen Antarktischen Expedition 1938/39 unter der Leitung des Polarforschers Alfred Ritscher. Norwegische Kartografen nahmen die Benennung vor und kartierten sie anhand von Luftaufnahmen und Vermessungen der Norwegisch-Britisch-Schwedischen Antarktisexpedition (1949–1952) sowie Luftaufnahmen der Dritten Norwegischen Antarktisexpedition (1956–1960).